# Episodi di Medici in corsia (seconda stagione)
La seconda stagione della serie televisiva Medici in corsia è stata trasmessa in anteprima in Germania da Das Erste tra il 3 marzo 2016 e il 16 febbraio 2017.
| nº | Titolo originale                  | Titolo italiano | Prima TV Germania | Prima TV Italia |
| -- | --------------------------------- | --------------- | ----------------- | --------------- |
| 1  | Schwierige Patienten              | inedito         | 3 marzo 2016      | inedito         |
| 2  | Neustart                          | inedito         | 10 marzo 2016     | inedito         |
| 3  | Klare Verhältnisse                | inedito         | 17 marzo 2016     | inedito         |
| 4  | Spurensuche                       | inedito         | 24 marzo 2016     | inedito         |
| 5  | Gewissenentscheidung              | inedito         | 31 marzo 2016     | inedito         |
| 6  | Und sie lieben sich doch          | inedito         | 7 aprile 2016     | inedito         |
| 7  | Wahrheit oder nicht?              | inedito         | 14 aprile 2016    | inedito         |
| 8  | Familie und andere Komplikationen | inedito         | 21 aprile 2016    | inedito         |
| 9  | Glauben und Hoffen                | inedito         | 28 aprile 2016    | inedito         |
| 10 | Schöner Schein                    | inedito         | 12 maggio 2016    | inedito         |
| 11 | Glaub an dich                     | inedito         | 19 maggio 2016    | inedito         |
| 12 | Auf den zweiten Blick             | inedito         | 26 maggio 2016    | inedito         |
| 13 | Aus und vorbei                    | inedito         | 2 giugno 2016     | inedito         |
| 14 | Die Richtigen                     | inedito         | 9 giugno 2016     | inedito         |
| 15 | Nicht reden, sondern tun          | inedito         | 16 giugno 2016    | inedito         |
| 16 | Man lebt nur zweimal              | inedito         | 23 giugno 2016    | inedito         |
| 17 | Familienbande                     | inedito         | 30 giugno 2016    | inedito         |
| 18 | Ängste                            | inedito         | 25 agosto 2016    | inedito         |
| 19 | Gesichtsverlust                   | inedito         | 1º settembre 2016 | inedito         |
| 20 | Abschiede                         | inedito         | 8 settembre 2016  | inedito         |
| 21 | Steh zu dir                       | inedito         | 15 settembre 2016 | inedito         |
| 22 | Wer bist du wirklich?             | inedito         | 22 settembre 2016 | inedito         |
| 23 | Nochmal mit Gefühl                | inedito         | 29 settembre 2016 | inedito         |
| 24 | Verrat                            | inedito         | 6 ottobre 2016    | inedito         |
| 25 | Aus der Balance                   | inedito         | 13 ottobre 2016   | inedito         |
| 26 | Masken                            | inedito         | 20 ottobre 2016   | inedito         |
| 27 | Die entscheidenden Sekunden       | inedito         | 27 ottobre 2016   | inedito         |
| 28 | Freundschaftsdienste              | inedito         | 3 novembre 2016   | inedito         |
| 29 | Generationswechsel                | inedito         | 10 novembre 2016  | inedito         |
| 30 | Abschied                          | inedito         | 17 novembre 2016  | inedito         |
| 31 | Neue Wege                         | inedito         | 24 novembre 2016  | inedito         |
| 32 | Größe                             | inedito         | 8 dicembre 2016   | inedito         |
| 33 | Verständnis                       | inedito         | 15 dicembre 2016  | inedito         |
| 34 | Luft zum Atmen                    | inedito         | 22 dicembre 2016  | inedito         |
| 35 | Ja zum Leben                      | inedito         | 29 dicembre 2016  | inedito         |
| 36 | Ich mach das schon                | inedito         | 5 gennaio 2017    | inedito         |
| 37 | Bekenne dich                      | inedito         | 12 gennaio 2017   | inedito         |
| 38 | Die Mauer zwischen uns            | inedito         | 19 gennaio 2017   | inedito         |
| 39 | Kämpfe                            | inedito         | 26 gennaio 2017   | inedito         |
| 40 | Fassaden                          | inedito         | 2 febbraio 2017   | inedito         |
| 41 | Sinneswandel                      | inedito         | 9 febbraio 2017   | inedito         |
| 42 | Blutsbrüder                       | inedito         | 16 febbraio 2017  | inedito         |